# Фредерік Грейс
Фредерік Грейс (англ. Frederick Grace; 29 лютого 1884 — 23 липня 1964) — британський боксер, олімпійський чемпіон 1908 року. 

## Аматорська кар'єра
Олімпійські ігри 1908
- 1/8 фіналу. Переміг Едварда Фірмана (Велика Британія)
- 1/4 фіналу. Переміг Мета Велса (Велика Британія)
- 1/2 фіналу. Пройшов автоматично
- Фінал. Переміг Фредеріка Спіллера (Велика Британія)

Олімпійські ігри 1920
- 1/8 фіналу. Переміг Германа Нака (Нідерланди)
- 1/4 фіналу. Програв Семуелю Мосбергу (США)